# Psilocybe makarorae
Psilocybe makarorae é uma espécie de cogumelo da família Hymenogastraceae [en]. Oficialmente descrito como novo para a ciência em 1995, é conhecido apenas da Nova Zelândia, onde cresce em madeira apodrecida e galhos de faias-austrais. O basidioma tem um píleo marrom com margens na cor mais clara, medindo até 5,5 cm de diâmetro. O formato do píleo é cônico a campanulado, expandindo para convexo dependendo da maturidade do cogumelo, e apresenta um umbo proeminente. Embora o estipe esbranquiçado não forme um anel verdadeiro, ele retém resquícios do véu parcial que cobre e protege as lamelas dos basidiomas jovens. Os cogumelos P. makarorae podem ser distinguidos da espécie semelhante norte-americana Psilocybe caerulipes por características microscópicas, como a presença de cistídios nas faces (pleurocistídios) e nas bordas (queilocistídios) das lamelas com pescoços mais alongados. Com base na reação azulada à lesão, presume-se que o P. makarorae contenha os compostos psicodélicos psilocibina e psilocina.

## Taxonomia
A espécie foi mencionada pela primeira vez na literatura em 1981, quando Pierre Margot e Roy Watling descreveram um espécime coletado em 1969 por Grace Marie Taylor perto do glaciar Franz Josef como um Psilocybe sem nome com afinidades com a espécie norte-americana Psilocybe caerulipes. Foi oficialmente descrita como nova para a ciência em 1995 pelos micologistas Peter R. Johnston e Peter K. Buchanan.
O holótipo foi coletado em 1990, próximo ao Haast Pass, nos Alpes do Sul, na Ilha Sul da Nova Zelândia, cruzando o rio Makarora. O epíteto específico makarorae refere-se à localidade tipo onde foi encontrado. A P. makarorae está classificada na seção Cyanescens de Gastón Guzmán [en] e está intimamente relacionada à Psilocybe subaeruginosa.

## Descrição
O píleo é inicialmente cônico ou campanulado (em forma de sino), mas à medida que o cogumelo cresce, ele se expande e se torna convexo com um umbo proeminente e atinge um diâmetro de 15 a 55 mm. A superfície do píleo é seca a levemente pegajosa. Sua cor é marrom-amarelada a marrom-alaranjada, geralmente mais pálida em direção à margem, que tem estrias finas correspondentes às lamelas na parte inferior. A carne é branca. As lamelas têm uma ligação adnexa ao estipe e são marrom-acinzentadas claras. O estipe esbranquiçado tem de 30 a 60 mm de comprimento por 2 a 4 mm de largura. É cilíndrico, com uma superfície fibrilosa sedosa. A base do estipe é geralmente marrom, com rizóides brancos presentes. O véu dos basidiomas jovens é cortinado, lembrando o véu parcial semelhante a uma teia de aranha encontrado nas espécies de Cortinarius. À medida que o cogumelo cresce, seus remanescentes geralmente permanecem visíveis no estipe, mas nunca formam um anel completo. Tanto o píleo quanto o estipe apresentam uma coloração azul-esverdeada quando feridos.
Os esporos normalmente medem 7,5-9,5 por 5,5-6,5 por 4,5-5,5 μm, com média de 8,7 por 6,0 por 5,3 μm. Seu formato em vista frontal é ovalado (em forma de ovo) a aproximadamente romboide, enquanto visto de lado parece elíptico. A parede do esporo é marrom, lisa, com cerca de 0,8-1 μm de espessura e tem um poro germinativo apical. Os basídios (células portadoras de esporos) medem 25-31 por 7-8,5 μm, têm quatro esporos e formato de taco, afinando levemente para a base; possuem fíbulas.
Os queilocistídios (cistídios na borda da lamela) têm dimensões de 18 a 26 por 6 a 9 μm e um formato que varia de ventricoso-rostrado (largo no meio e afinando para um pescoço em forma de bico) a mucronado (ápice curto e terminando abruptamente em um ângulo quase reto). São hialinos (translúcidos), de paredes finas e fibulados, com pescoços de 3 a 5 μm de comprimento. Os pleurocistídios (cistídios na face da lamela) têm formato semelhante ao dos queilocistídios, mas são mais estreitos (4 a 8 μm de largura) e geralmente têm um pescoço mais curto, medindo 2,5 a 4 μm. A pileipellis é uma cutis (caracterizada por hifas que correm paralelas à superfície do píleo) de hifas gelatinosas de células longas, com 2-3 μm de diâmetro. O hipodérmio (a camada de tecido sob a pileipellis) é filamentoso, composto por células de 4-6 μm de diâmetro com paredes marrom-claras. As fíbulas são comuns. O sub-himênio (a camada de tecido sob o himênio) é pouco desenvolvido, contendo células de 2 a 4 μm de diâmetro com paredes marrom-claras. O tecido que compreende o himenóforo é formado por células hialinas curtas, cilíndricas, com 3 a 6 μm de diâmetro.
P. makarorae contém os compostos psicodélicos psilocibina e psilocina. Embora a potência não seja conhecida definitivamente, Stamets sugere que, com base no grau da reação de azulamento, eles são "provavelmente moderadamente potentes".

### Espécies semelhantes
O Psilocybe makarorae é parente do Psilocybe weraroa e do Psilocybe subaeruginosa, embora não tão próximo como estes são um do outro.

## Habitat e distribuição
O Psilocybe makarorae é conhecido apenas da Nova Zelândia. Os locais de coleta relatados foram nas Ilhas do Norte e do Sul, incluindo a Baía de Plenty, Distrito de Westland, Central Otago e Dunedin, embora Stamets sugira que ele seja mais amplamente distribuído. Como todas as espécies de Psilocybe, ela é saprófita e se alimenta de matéria orgânica em decomposição. Os basidiomas crescem dispersos ou em grupos na madeira caída e apodrecida de faias-austrais (gênero Nothofagus) e são frequentemente encontrados perto de lagos e áreas de piquenique.

## Links externos
- Psilocybe makarorae no Index Fungorum
- Landcare Research Manaaki Whenua Imagens e texto da descrição original